# بينو شميتز
بينو شميتز (بالألمانية: Benno Schmitz) (مواليد 17 نوفمبر 1994) هو لاعب كرة قدم ألماني ، يلعب حاليًا لكولن الألماني في مركز الظهير الأيمن.

## روابط خارجية
- بينو شميتز على موقع قاعدة بيانات كرة القدم.إي يو (الإنجليزية)
- بينو شميتز على موقع Soccerway.com (الإنجليزية)
- بينو شميتز على موقع عالم كرة القدم.نت (الإنجليزية)
- بينو شميتز على موقع AS.com (الإسبانية)